# Затевается что-то ещё
«Затевается что-то ещё» (англ. «There's Something Else Going On») — девятый эпизод четвёртого сезона американского драматического телесериала «Родина», 45-й во всём сериале. Премьера состоялась на канале Showtime 23 ноября 2014 года.
Эпизод был процитирован несколькими изданиями как один из лучших телевизионных эпизодов 2014 года.

## Сюжет
Кэрри (Клэр Дэйнс) просит Денниса Бойда (Марк Мозес) признаться в содействии ISI, но он отрицает свою причастность. В середине сеанса, Марта Бойд (Лайла Робинс) выводит Денниса и критикует Кэрри, но это оказывается уловкой, когда Марта соглашается с подозрениями Кэрри. Марта позже ловит Денниса, пытающегося сбежать из посольства, и запирает его.
В ходе обмена пленными, ЦРУ и ISI стоят на противоположных концах взлётно-посадочной полосы. Обе стороны освобождают своих пленных одновременно. Подросток с поясом смертника следует вместе с Солом (Мэнди Патинкин). В этот момент, Сол садится и отказывается идти, потому что он не желает видеть, как тех пленных отпускают. Кэрри приближается к Солу и умоляет его идти. Наконец, Сол соглашается и встаёт, и обмен проходит успешно.
На обратном пути в посольство, конвой из трёх машин, перевозящий Сола и Кэрри, поражён двумя ракетами. Сотрудники ЦРУ обнаруживают взрывы, и Локхарт (Трейси Леттс) отправляет охранников посольства на место происшествия. Когда Марта навещает Денниса в клетке и говорит ему, что произошло, до Денниса доходит, что взрывы являются отвлекающим манёвром для атаки на посольство. Он признаётся Марте, что он сказал Тасним Курейши (Нимрат Каур) о скрытом туннеле посольства.
Хайссам Хаккани (Нуман Аджар) и взвод солдат, все вооружённые автоматами, пользуются туннелем и попадают внутрь.

## Производство
Режиссёром эпизода стал Сет Манн, а сценаристом стал соисполнительный продюсер Патрик Харбинсон.

## Реакция

### Рейтинги
Во время оригинального показа, эпизод посмотрели 1,77 миллионов зрителей, что стало ростом более чем на 100 000 зрителей по сравнению с предыдущей неделей.

### Реакция критиков
Сайт Rotten Tomatoes дал эпизоду одобрительный рейтинг 100%, на основе 11 отзывов.
Синтия Литтлтон из «Variety» сказала о девятом эпизоде «Родины»: «„Затевается что-то ещё“ был горючей смесью экшена, ногте-грызущего напряжения и сюжетных перипетий.»